# Бараново (Щиценський повіт)
Бараново (пол. Baranowo, нім. Baranowen) — село в Польщі, у гміні Вельбарк Щиценського повіту Вармінсько-Мазурського воєводства.
Населення — 197 осіб (2011).
У 1975-1998 роках село належало до Ольштинського воєводства.

## Демографія
Демографічна структура станом на 31 березня 2011 року:
|          | Загалом | Допрацездатний вік | Працездатний вік | Постпрацездатний вік |
| -------- | ------- | ------------------ | ---------------- | -------------------- |
| Чоловіки | 106     | 26                 | 73               | 7                    |
| Жінки    | 91      | 25                 | 50               | 16                   |
| Разом    | 197     | 51                 | 123              | 23                   |